# Pałac w Rusovcach
Dwór w Rusovcach (słow. Kaštieľ v Rusovciach) – neogotycki dwór  położony w Rusovcach, dzielnicy Bratysławy na Słowacji. Zbudowany w stylu angielskiego gotyku w połowie XIX wieku na bazie wcześniejszych budowli. Po wielu latach zaniedbania, w 2024 roku formalnie rozpoczęto jego kompleksową renowację; obiekt pozostaje niedostępny dla publiczności.

## Historia
Historia osadnictwa na terenie Rusoviec sięga czasów rzymskich, kiedy znajdował się tu obóz wojskowy Gerulata. Pierwsze wzmianki o możliwej rezydencji w tym miejscu pochodzą z XVI wieku. W 1843 roku majątek wraz z barokowym pałacem nabył hrabia Emanuel Zichy-Ferraris. Postanowił on gruntownie przebudować rezydencję zgodnie z panującą modą na romantyzm i historyzm. Projekt przebudowy w stylu angielskiego neogotyku wykonał wiedeński architekt Franz Beer.
W późniejszym okresie właścicielami pałacu byli m.in. Hugo Henckel von Donnersmarck oraz belgijska księżniczka Stefania (wdowa po arcyksięciu Rudolfie Habsburgu) i jej drugi mąż, węgierski hrabia Elemér Lónyay. .
Po II wojnie światowej i przyłączeniu Rusoviec do Czechosłowacji (1947), pałac został znacjonalizowany. Przez wiele lat (od 1950) służył jako siedziba Słowackiego Ludowego Zespołu Artystycznego (Slovenský ľudový umelecký kolektív, SĽUK).
Od 1995 roku pałac znajduje się w administracji Kancelarii Rządu Republiki Słowackiej (słow. Úrad vlády Slovenskej republiky). Przez dekady plany jego renowacji i adaptacji na cele reprezentacyjne państwa oraz muzealne były wielokrotnie opóźniane, co budziło zaniepokojenie opinii publicznej i skutkowało m.in. petycjami wzywającymi do przyspieszenia prac. W marcu 2024 roku oficjalnie zainaugurowano kompleksową renowację pałacu. Obiekt pozostaje niedostępny dla zwiedzających.

## Architektura
Pałac w Rusovcach jest przykładem neogotyku w stylu angielskim. Charakteryzuje się nieregularnym, rozczłonkowanym planem i malowniczą bryłą z wieżami, wykuszami oraz krenelażem. Elewacje są bogato zdobione detalami architektonicznymi typowymi dla tego stylu.
Do pałacu przylega rozległy park krajobrazowy w stylu angielskim, z cennymi okazami starodrzewu>.

## Odkrycia archeologiczne
Podczas prac przygotowawczych do renowacji pałacu, na początku 2024 roku (informacje opublikowano w marcu 2025 wg źródeł), odkryto pod dziedzińcem pozostałości akweduktu z czasów rzymskich. Jest to pierwszy zidentyfikowany rzymski akwedukt na terenie Słowacji. Znalezisko jest wiązane z pobliskim obozem wojskowym Gerulata. Odkryto fragmenty konstrukcji oraz ceramiczne elementy (prawdopodobnie dachówki lub płyty) ze stemplami X Legionu Gemina oraz odciskiem łapy psa.

## Stan obecny
Pałac jest Narodowym Zabytkiem Kultury Republiki Słowackiej. W 2024 roku rozpoczęto jego długo oczekiwaną, kompleksową renowację. Docelowo ma pełnić funkcje reprezentacyjne dla rządu słowackiego oraz mieścić ekspozycje muzealne. Obecnie pałac i park są niedostępne dla zwiedzających.